# محمدقسیم عثمانی
محمّدقسیم عثمانی (زادهٔ سال ۱۳۴۸ در بوکان، آذربایجان غربی)، سیاستمدار ایرانی است. او نمایندهٔ سابق دوره‌های هشتم، نهم و دهم و نمایندهٔ کنونی دور دوازدهم مجلس شورای اسلامی از حوزه انتخابیه بوکان است. او سابقه عضویت کمیسیون برنامه و بودجه و محاسبات مجلس نهم و عضویت در هیئت رئیسه مجلس دهم را داراست. عثمانی دارای دکتری حسابداری، عضو هیئت علمی دانشگاه شهید بهشتی، و از مؤلفان کتاب‌های دانشگاهیِ حسابداری در ایران است.
محمّد قسیم عثمانی، عضو کمیسیون شوراها و امور داخلی مجلس شورای اسلامی در دوره دهم بود.

## زندگی
محمّدقسیم عثمانی، فرزند ملا جسیم عثمانی، زادهٔ ۱۳۴۸، در روستای داشبند از توابع شهرستان بوکان استان آذربایجان غربی است. وی در یک خانوادهٔ مذهبی و روحانی به‌دنیا آمد.
تحصیلات ابتدایی خود را در همان روستا به پایان رساند و دوره‌های راهنمایی و متوسطه را در شهر بوکان ادامه داد؛ در سال ۱۳۶۶، پس از اخذ دیپلم دبیرستان، در مقطع کارشناسی رشتهٔ حسابداری دانشگاه شهید بهشتی پذیرفته شد. دوران کارشناسی را با کسب رتبهٔ ممتاز به پایان رساند و در سال ۱۳۷۲ با کسب مقام دوم در آزمون ورودی به مقطع کارشناسی ارشد حسابداری راه یافت. این مقطع تحصیلی را نیز با رتبهٔ اول به پایان رساند و در سال ۱۳۷۵ با کسب رتبهٔ نخست در آزمون دکتری حسابداری وارد دانشگاه علامه طباطبایی شد و تحصیلات تکمیلی خود را در این رشته و با گرایش «بودجه‌بندی اقتصادی» با کسب رتبهٔ ممتاز در سال ۱۳۸۲ به پایان رساند.
عثمانی از دانش‌آموختگی در مقطع دکتری، از سوی وزارت علوم، تحقیقات و فناوری به‌عنوان عضو هیئت علمی دانشگاه شهید بهشتی تهران منصوب شد. او در سال‌های ۱۳۸۶ و ۱۳۹۰ و ۱۳۹۴ و ۱۴۰۲ به‌عنوان نمایندهٔ دوره‌های هشتم، نهم و دهم و دوازدهم مجلس حوزهٔ انتخابیهٔ بوکان انتخاب شد. عثمانی در سال ۱۳۸۶ به واسطه معرفی‌اش توسط احمد طه نماینده سابق بوکان که از چهره‌های بسیار محبوب میان مردم این شهرستان است، توانست آراء قابل توجهی کسب کند.
عثمانی در ۹ شهریور ۱۳۹۲ در صدر فهرست پنج نامزد نهایی تصدی ریاست دیوان محاسبات کشور اعلام شد؛ ولی درحالی‌که به‌عنوان جدی‌ترین گزینهٔ تصدی این مقام مطرح بود، در ۱۰ شهریور ۱۳۹۲ انصراف داد.

## دیدگاه‌ها و مواضع

### جناح سیاسی
محمد قسیم عثمانی هیچگاه به صورت قاطع نه از اصول‌گرایان و نه از اصلاح‌طلبان حمایت نکرده است. به همین دلیل عثمانی از مجلس هشتم تا دهم فاقد رویکرد سیاسی مشخص بود. او از سال ۱۳۸۴ از محمود احمدی‌نژاد رئیس‌جمهور وقت حمایت می‌کرد؛ اما در سال ۸۸ برخلاف مواضع قبلی خود از میرحسین موسوی و زهرا رهنورد حمایت می‌کرد به طوری که در حوزه انتخابیه بوکان، میرحسین موسوی آراء قابل توجهی را کسب کرد. حمایت همه‌جانبه او از میرحسین موسوی به گونه‌ای بود که در سفر انتخاباتی موسوی به مهاباد، یکی از همراهان موسوی در آن زمان قسیم عثمانی بود. اما پس از جریان‌های انتخابات ریاست‌جمهوری ایران (۱۳۸۸)، قسیم عثمانی سریعاً موضع خود را تغییر داد و میرحسین موسوی و سایر رهبران جنبش سبز را فتنه‌گر خواند. در مجلس دوازدهم، عثمانی خود را از طیف مستقلین معرفی و عنوان کرده است.

### فیش‌های نجومی
محمد قسیم عثمانی در ماجرای رسوایی فیش‌های حقوقی مدیران دولتی ایران، فیش‌های حقوقی را مربوط به دولت سابق دانست که در دولت کنونی افشا شده است و صدور آن‌ها بر اساس مصوبات دولت قبلی بوده است. عثمانی گفت: «در داخل کشور عده‌ای با بی‌اخلاقی سیاسی موضوع این فیش‌ها را به دولت نسبت داده‌اند و ضدانقلاب نیز از این فیش‌های برای ایجاد شکاف در بین دولت و ملت استفاده کرده است در حالی که تعداد این فیشها به ۵۰ مورد هم نمی‌رسد و صاحبان این فیش‌ها نیز عضو بدنه حاکمیت نیستند.»

### همه‌پرسی کردستان عراق
در پنجم مهرماه ۱۳۹۶، عثمانی برگزاری رفراندوم در کردستان عراق را به نقشه شوم اسرائیل در منطقه نسبت داد. این سخنان محمدقسیم عثمانی با واکنش تند و نارضایتی گسترده میان کردهای ایران  و کردهای عراق روبه‌رو شد.

### طرح شفافیت آرای نمایندگان مجلس
محمد قسیم عثمانی طرح شفافیت آراء نمایندگان پارلمان ایران را تفتیش عقاید در حوزه فعالیت‌های شخصی نمایندگان دانسته و آن را موضوعی انحرافی جهت پاک‌سازی صورت مسئله می‌داند. به عقیده او، مردم از مشکلات بیکاری و اقتصادی رنج می‌برند و این موضوع نقشی بر روی اقتصاد مردم ایران نخواهد گذاشت.
براساس طرح شفافیت آراء نمایندگان پارلمان تمامی شوراها، مجامع و نهادهای مؤثر در فرایند قانون‌گذاری و نهادهای تصمیم‌گیرنده که صلاحیت سیاست‌گذاری یا وضع قانون و مقررات دارند از جمله مجلس شورای اسلامی، هیئت وزیران، مجمع تشخیص مصلحت نظام، شورای عالی انقلاب فرهنگی و شورای عالی فضای مجازی، شوراهای شهر و روستا، خبرگان رهبری و شورای نگهبان موظف به علنی سازی رای اعضا و انتشار آن و همچنین علنی‌سازی مذاکرات در درگاه اینترنتی خود هستند.

### افزایش قیمت بنزین
قسیم عثمانی در جلسه علنی روز یکشنبه ۲۶ آبان ماه ۱۳۹۸ در اعتراض به عدم مشورت با مجلس دربارهٔ افزایش قیمت بنزین استعفای خود تقدیم رئیس مجلس کرد. او در واکنش به افزایش قیمت بنزین گفته است: وقتی آقای لاریجانی شخصاً و بدون مشورت مجلس دربارهٔ بنزین تصمیم‌گیری و اظهار نظر می‌کند و انگار نظر ما نمایندگان مهم نیست به همین دلیل حضور ما هم در مجلس معنایی ندارد اصلاً برای چه ما در اینجا هستیم. نماینده بوکان افزود: برای این که اعلام کنم در این تصمیم نقشی نداشته‌ام استعفای خود را تقدیم هیئت رئیسه می‌کنم. محمدعلی جعفری، فرمانده سابق سپاه پاسداران در آذرماه همان سال، استعفای نماینده بوکان را «نمایشی» خواند.

## فعالیت‌ها[۱۹]
- عضو هیئت علمی دانشگاه شهید بهشتی
- نویسنده چند کتاب دانشگاهی و مقالات علمی
- دکترای حسابداری از دانشگاه علامه طباطبایی
- نماینده مردم بوکان در دوره‌های هشتم، نهم و دهم مجلس شورای اسلامی
- عضو کمیسیون برنامه و بودجه و محاسبات مجلس شورای اسلامی
- مدیر عامل چند شرکت سهامی عام پذیرفته شده در بورس
- حسابدار رسمی و عضو هیئت تشخیص صلاحیت حسابداران رسمی ایران
- سردبیر مجله علمی - پژوهشی دانش حسابرسی
- عضو انجمن حسابداران خبره ایران
- عضو انجمن مدیران صنایع ایران
- عضو کانون نخبگان ایران
- مؤلف کتاب حسابداری صنعتی
- عضو هیئت رئیسه مجلس دهم شورای اسلامی